# Willibrord von Schaumberg
Willibrord von Schaumberg (1446 - † 20 april 1510) was een Duitse legeraanvoerder. Hij was in dienst bij hertog Albrecht van Saksen en voerde voor deze militaire operaties uit in Friesland en Groningen. De successen die hij behaalde op de Friezen in het voor- en najaar van 1498, legde de basis voor de heerschappij van de hertog van Saksen en leidde tot het einde van Friese vrijheid.

## Geschiedenis

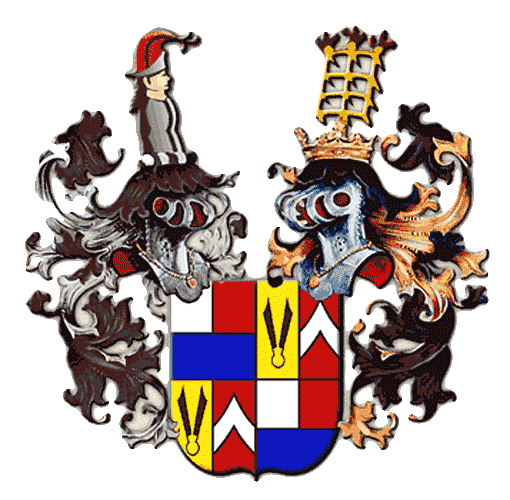
Wapen van de familie Schaumberg

Wiltwolt was een telg van een verarmd adellijk geslacht uit Thüringen. Als beroepssoldaat verdiende hij zijn inkomen en verwierf een vermogen. 
In 1475 verrichtte  Willibrord militaire diensten voor Karel de Stoute. Vanaf 1480 diende hij in Brandenburg en vergezelde hij de graaf van Henneberg op zijn reis naar Rome. De graven van Hennenberg beleenden Willibrord met de stad Ilmenau (tussen 1476-1498).
In 1484 nam hij deel aan het vierlandentoernooi van Stuttgart en in 1487 trad hij in dienst bij Albrecht van Saksen. Deze hertog werd door de Duitse keizer ingehuurd om tegen de Hongaarse koning Matthias Corvinus te vechten, die grote delen van Oostenrijk bezet hield. Als commandant voerde Willibrord de troepen van Albrecht aan. 
In 1498 kreeg Willibrord opdracht van Albrecht met een huurlingenleger Friesland te veroveren. In drie gevechten versloeg hij de Friezen, in april 1498 op weg naar Groningen, op 10 juni in de slag bij Laaksum en in de periode september en oktober bij het beleg van Leeuwarden.  
In 1500 slaagde Willibrord erin om Hendrik van Saksen te bevrijden die belegerd werd in Franeker. 
Na de pacificatie van Friesland beëindigde Willibrord zijn beroep als huursoldaat en vestigde zich op zijn familieslot waar hij de laatste jaren van zijn leven doorbracht.  